# Admiraliteitseilanden

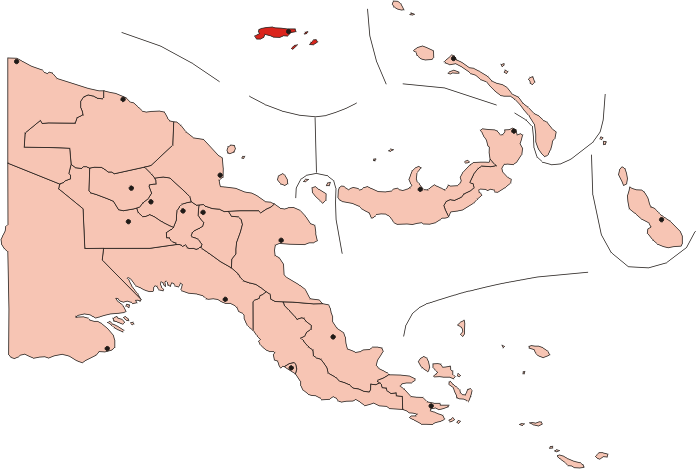
Locatie in het rood

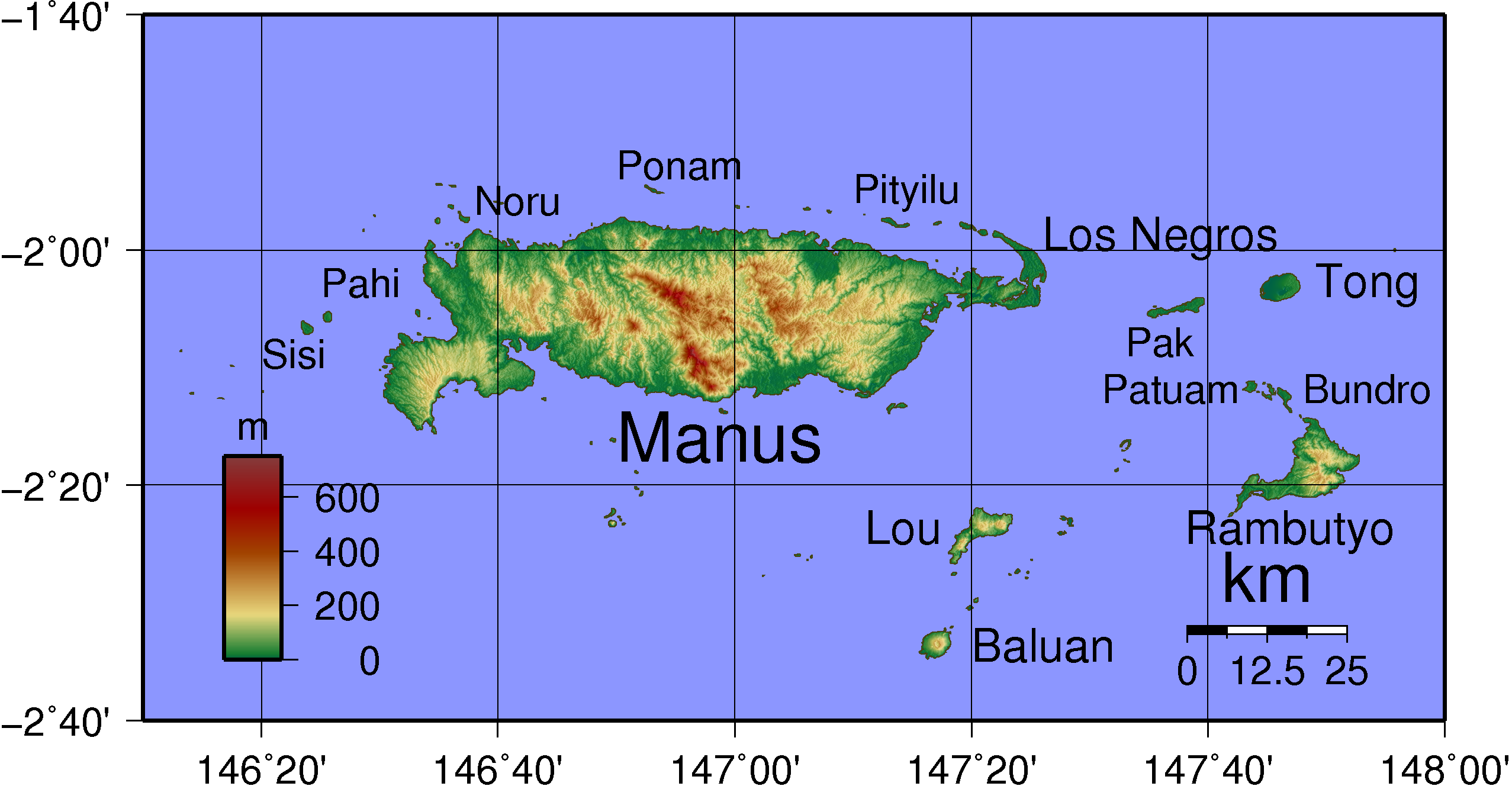
Manus, het grootste eiland met omliggende eilanden

De Admiraliteitseilanden zijn een eilandengroep die bestaat uit 18 eilanden in de Bismarckarchipel. De eilanden worden soms ook de Manuseilanden genoemd, naar het grootste eiland Manus. De eilanden zijn onderdeel van de provincie Manus in Papoea-Nieuw-Guinea. De totale oppervlakte van de eilandengroep is 2100 km².

## Eilanden
De grotere eilanden in het midden van de groep zijn Manus en Los Negros. De andere grotere eilanden zijn Tong, Pak, Rambutyo, Lou en Baluan ten oosten, Mbuke ten zuiden en Bipi ten westen van Manus. Overige belangrijke eilanden zijn Ndrova, Pitylu en Ponam. Veel van de eilanden zijn onbewoonde atollen.

## Klimaat en Ecologie
De temperatuur van de eilandengroep kent weinig variatie, met overdag maxima van 30-32 °C en 's nachts 20-24 °C. De jaarlijkse regenval is 3.382 mm (dus meer dan 3 meter) en is enigszins seizoensgebonden, met juni-augustus als natste maanden.
Manus heeft een hoogte van 700 meter en is van oorsprong vulkanisch. De regenwouden op de eilanden vormen een ecoregio, de Laaglandregenwouden van de Admiraliteitseilanden.